# Cuzieu (Loire)
Cuzieu település Franciaországban, Loire megyében. Lakosainak száma 1496 fő (2022. január 1.). Cuzieu Bellegarde-en-Forez, Chambœuf, Montrond-les-Bains, Rivas, Saint-André-le-Puy, Saint-Galmier és Unias községekkel határos.

## Népesség
A település népességének változása:
| Lakosok száma | 466  | 712  | 1155 | 1478 | 1495 | 1494 | 1525 | 1544 | 1547 | 1496 |
|               | 1968 | 1982 | 1990 | 2006 | 2013 | 2015 | 2017 | 2019 | 2020 | 2022 |